# Kreuzung der Metallerinnen und Metaller in Salzgitter

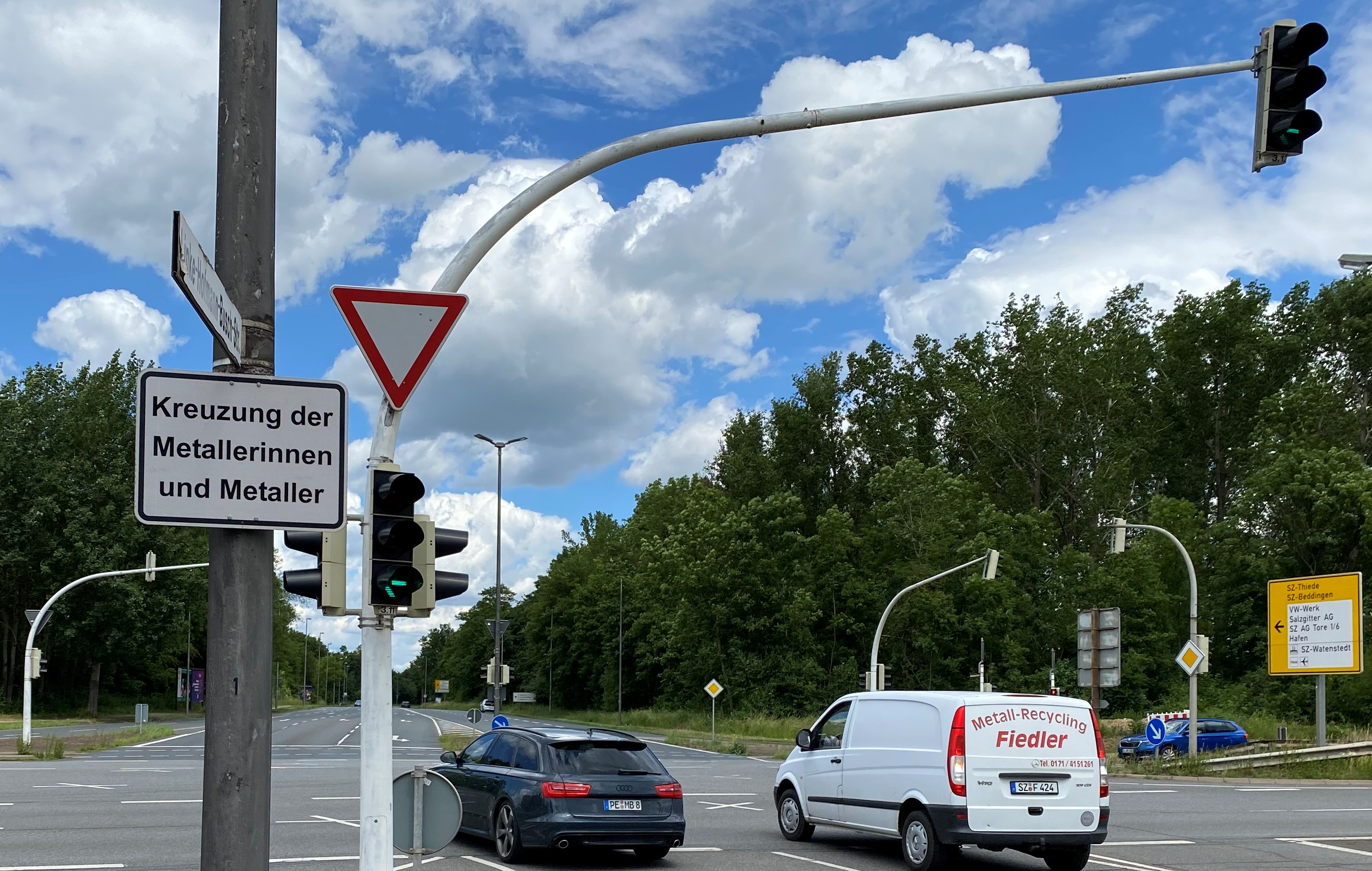
Gesamtansicht der Kreuzung in Salzgitter

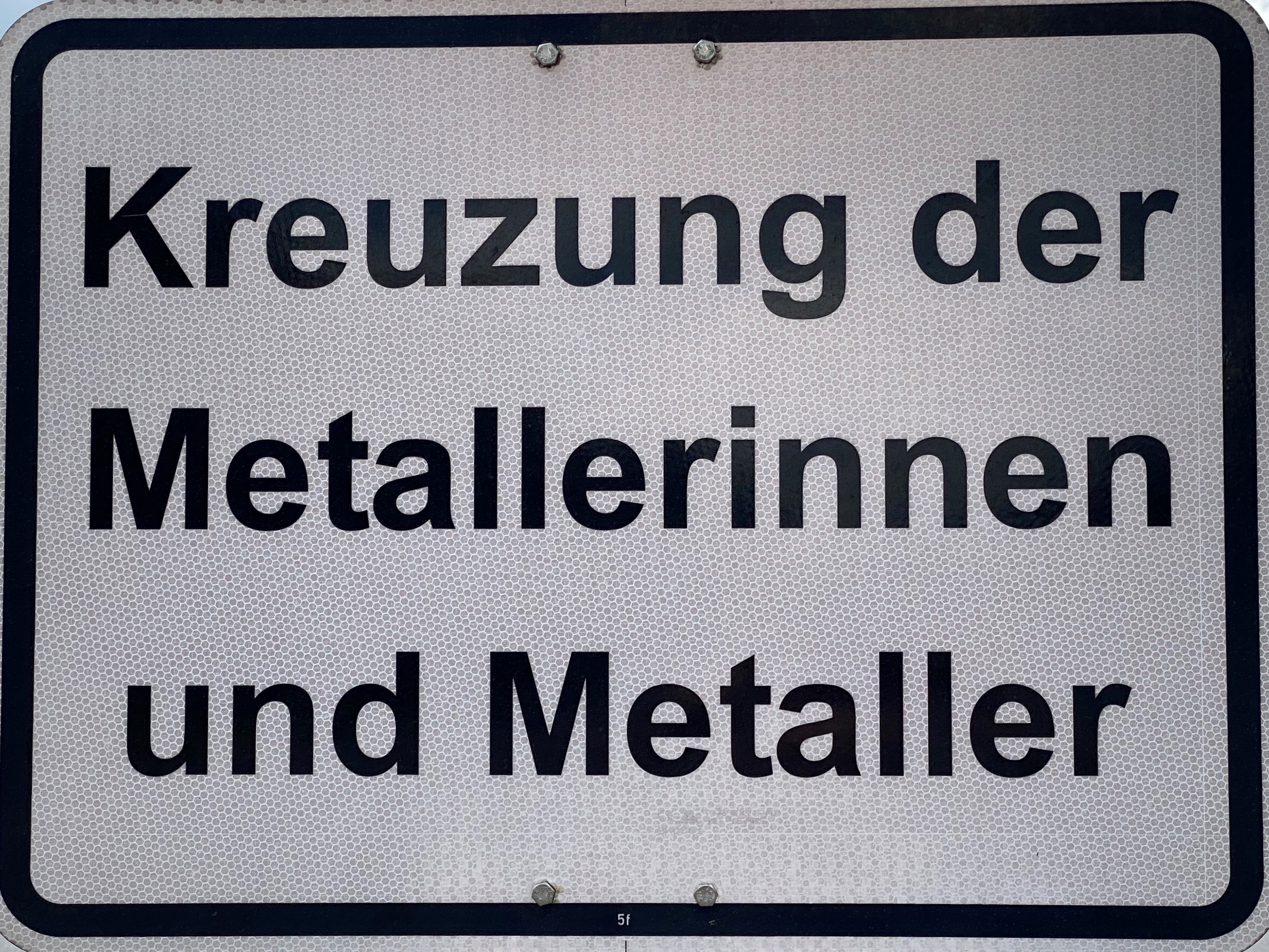
Straßenschild der Kreuzung

Die Kreuzung der Metallerinnen und Metaller ist der Name einer Straßenkreuzung im Stadtteil Watenstedt der Stadt Salzgitter in Niedersachsen. Sie ist bundesweit die einzige Straßenkreuzung, die diesen Namen trägt.
Die Stadt ist durch mehrere Großbetriebe der Metall- und Stahlindustrie geprägt, so z. B. durch das Volkswagenwerk Salzgitter, die Salzgitter AG, MAN und Alstom. Die Betriebe liegen in unmittelbarer Nähe der Kreuzung. Ihre Belegschaften versammeln sich traditionell auf der Kreuzung für gewerkschaftliche Aktionen. Die Vertrauensleute der IG Metall in diesen Betrieben hatten dafür geworben, der Kreuzung ihren Namen zu geben. Vorübergehend wurde ein provisorisches Straßenschild angebracht.
Bei Protestaktionen zum Erhalt von Arbeitsplätzen sprachen dort Vertreter der IG Metall, die Betriebsräte, aber auch der Oberbürgermeister von Salzgitter sowie Ratsmitglieder aller Parteien zu den Demonstranten. Aufgrund dieser zahlreichen gemeinsamen Erfahrungen beschloss der Rat der Stadt Salzgitter im Mai 2016, die Kreuzung offiziell in „Kreuzung der Metallerinnen und Metaller“ zu benennen und brachte entsprechende Straßenschilder an. Die Kreuzung ist weiterhin der traditionelle Treffpunkt bei Warnstreiks der IG Metall während der Tarifrunden.